# SVBK
SVBK är en förkortning och ett kodord för sveda-, värk- och brännkärring, ett uttryck tidigare använt av vissa läkare om kvinnor som sökte hjälp för mer eller mindre diffusa psykiska symtom och smärtsymtom. När en läkare inte lyckades diagnostisera problemet togs SVBK till som en förklaring vårdpersonal emellan. Tidigare hände det att beteckningen SVBK även skrevs in i journalerna, men när patienterna fick laglig rätt att läsa dessa upphörde detta.

## Orsaker
En orsak till att SVBK användes som uttryck var bristande kunskaper inom vården om sjukdomar och skador som främst drabbar kvinnor. Symptomen har på senare tid börjat ges särskiljande förklaringar som exempelvis endometrios, PMS, fibromyalgi, belastningsskador, klimakteriebesvär eller vaginal atrofi och utmattningssyndrom.